# 1978 Голяма награда на Аржентина
1978 Голяма награда на Аржентина е 13-о за Голямата награда на Аржентина и първи кръг от сезон 1978 във Формула 1, провежда се на 15 януари 1978 година на пистата Оскар Галвес в Буенос Айрес, Аржентина.

## История на кръга
Ники Лауда започва защитата си на титлата като пилот на Брабам, като той заедно с Джон Уотсън използват BT45C, докато дебюта на новия BT46 е отложен за неизвестно време. Тирел са с новите 008 за Патрик Депайе и новия му съотборник Дидие Пирони. Лотус продължават работата върху новия 79 и така Марио Андрети и Рони Петерсон, който се завръща в отбора след два сезона с различни отбора са принудени да използват 78. Макларън също са с миналогодишния болид предназначен за Джеймс Хънт и Патрик Тамбей, докато АТС са с новия HS1 за Йохен Мас и Жан-Пиер Жарие. Скудерия Ферари са с Карлос Ройтеман и Жил Вилньов, но за първи път използват гуми Мишлен, заедно с Рено които предпочитат да пропуснат състезанията в Южна Америка.
Емерсон Фитипалди е с модифицирания F5, а отбора на Шадоу с почти променен състав имат на разположение Ханс-Йоахим Щук и Клей Регацони. Съртис са с Виторио Брамбила и Рупърт Кийгън, докато Волф са с Джоди Шектър и миналогодишния WR1. Инсайн също са с изцяло нов пилотски състав в лицето на Ламберто Леони и Дани Онгъс. Хектор Ребак си осигури Лотус 78 за неговия отбор, Хескет са с два болида за Дивина Галиция като и двата са реконструирани след края на сезон 1977. Лижие са с миналогодишния JS7 за Жак Лафит, докато отбора реши да не участват с втори пилот. Също с един пилот е новия отбор на Франк Уилямс с Алън Джоунс, Теодор Рейсинг с Еди Чийвър и Артуро Мерцарио със своя болид.

### Квалификация
Малко са останали изненадани от темпото на Лотус като Андрети постига пол-позиция с Петерсон трети. Единствено между тях се нареди Ферари-то на Ройтеман с девет десети от времето на американеца. Уотсън се нареди четвърти пред Лауда, Хънт, Вилньов, Лафит, Тамбей и Депайе. Пирони стартира първото си състезание като пилот във Формула 1 на 23-то място, а Ребак, Чийвър и Галиция са единствените, които ще гледат състезанието като зрители.

### Състезание
Първите трима безпроблемно започват състезанието пред Лауда и останалите, докато Онгъс изостана от основната група след като не успя да потегли на старта. След няколко обиколки Андрети се отдалечи от Ройтеман, докато Петерсон позволи на пилотите на Брабам да го изпреварят, преди Уотсън да мине пред съотборника си в третата обиколка. В шестата обиколка северно-ирландеца изпревари и Ройтеман, докато през това време Кийгън стана първия отпаднал с прегрял двигател. Петерсон си върна позицията от Лауда, а Регацони от 13-а позиция се свлече в края на колоната с износена предна гума.
В 13-а обиколка Депайе застига Лауда, след като се справи с Петерсон. И двамата печелят от Ройтеман, чийто гуми Мишлен се предават след няколко обиколки. Скоро аржентинеца и Петерсон са изпреварени от Хънт. Лафит обаче няма такъв късмет и остана зад Ферари-то за десет обиколки преди да направи опит за изпреварване на фибата. Вместо това Жак удари задната гума на Ферари-то, но и двамата продължават надпреварата, въпреки че Ройтеман е принуден да влезе в бокса след този инцидент.
Андрети безпроблемно повежда надпреварата, но големия интерес е напредъка на Депайе, който застига двата Брабам-а на Уотсън и Лауда, докато Джоунс отпада с проблем в горивната система на неговия Уилямс, както и двата Инсайн-а на Леони и Онгъс. В 38-ата обиколка Лауда изпревари Уотсън след като водната температура на болида на северно-ирландеца се покачи, след което в 41-вата обиколка доведе и до неговото отпадане. Три обиколки по-късно Лафит от пета позиция също напусна с повреда в двигателя, давайки позицията на Тамбей, който е пред двете Ферари-та на Вилньов и Ройтеман.
Андрети започва сезона по блестящ начин, постигайки шестата си победа в своята кариера. Лауда завърши на тринайсет секунди от победителя, докато Депайе финишира близо до австриеца. Хънт започва сезона по добър начин, завършвайки четвърти пред Петерсон и Тамбей. Ройтеман успя да си върне загубените си позиция, финиширайки пред своя съотборник Вилньов, а Фитипалди изпревари Шектър за деветото място. Мас и Жарие в отборна формация са на 11-а и 12-а позиция, следвани от Брет Лънгър, Пирони, Регацони, Щук и Брамбила.

## Класиране

### Състезание
| Поз | No | Пилот             | Конструктор       | Обиколки | Време/Отпадане  | Място | Точки |
| --- | -- | ----------------- | ----------------- | -------- | --------------- | ----- | ----- |
| 1   | 5  | Марио Андрети     | Лотус-Форд        | 52       | 1:37:04.47      | 1     | 9     |
| 2   | 1  | Ники Лауда        | Брабам-Алфа Ромео | 52       | +13.21          | 5     | 6     |
| 3   | 4  | Патрик Депайе     | Тирел-Форд        | 52       | +13.64          | 10    | 4     |
| 4   | 7  | Джеймс Хънт       | Макларън-Форд     | 52       | +16.05          | 6     | 3     |
| 5   | 6  | Рони Петерсон     | Лотус-Форд        | 52       | +1:14.85        | 3     | 2     |
| 6   | 8  | Патрик Тамбе      | Макларън-Форд     | 52       | +1:19.90        | 9     | 1     |
| 7   | 11 | Карлос Ройтеман   | Ферари            | 52       | +1:22.60        | 2     |       |
| 8   | 12 | Жил Вилньов       | Ферари            | 52       | +1:38.88        | 7     |       |
| 9   | 14 | Емерсон Фитипалди | Фитипалди-Форд    | 52       | +1:40.60        | 17    |       |
| 10  | 20 | Джоди Шектър      | Волф-Форд         | 52       | +1:43.50        | 15    |       |
| 11  | 9  | Йохен Мас         | АТС-Форд          | 52       | +1:49.07        | 13    |       |
| 12  | 10 | Жан-Пиер Жарие    | АТС-Форд          | 51       | +1 Об.          | 11    |       |
| 13  | 30 | Брет Лънгър       | Макларън-Форд     | 51       | +1 Об.          | 24    |       |
| 14  | 3  | Патрик Депайе     | Тирел-Форд        | 51       | +1 Об.          | 23    |       |
| 15  | 17 | Клей Регацони     | Шадоу-Форд        | 51       | +1 Об.          | 16    |       |
| 16  | 26 | Жак Лафит         | Лижие-Матра       | 50       | Двигател        | 8     |       |
| 17  | 16 | Ханс-Йоахим Щук   | Шадоу-Форд        | 50       | +2 Об.          | 18    |       |
| 18  | 19 | Виторио Брамбила  | Съртис-Форд       | 50       | +2 Об.          | 12    |       |
| Отп | 2  | Джон Уотсън       | Брабам-Алфа Ромео | 41       | Двигател        | 4     |       |
| Отп | 27 | Алън Джоунс       | Уилямс-Форд       | 36       | Горивна система | 14    |       |
| Отп | 22 | Дани Онгас        | Инсайн-Форд       | 35       | Разпределител   | 21    |       |
| Отп | 23 | Ламберто Леони    | Инсайн-Форд       | 28       | Двигател        | 22    |       |
| Отп | 37 | Артуро Мерцарио   | Мерцарио-Форд     | 9        | Диференциал     | 20    |       |
| Отп | 18 | Рупърт Кийгън     | Съртис-Форд       | 4        | Прегряване      | 19    |       |
| НКв | 25 | Ектор Ребаке      | Лотус-Форд        |          |                 |       |       |
| НКв | 32 | Еди Чийвър        | Теодор-Форд       |          |                 |       |       |
| НКв | 24 | Дивина Галиция    | Хескет-Форд       |          |                 |       |       |

## Класиране след състезанието
| Поз | Пилот         | Точки |
| --- | ------------- | ----- |
| 1   | Марио Андрети | 9     |
| 2   | Ники Лауда    | 6     |
| 3   | Патрик Депайе | 4     |
| 4   | Джеймс Хънт   | 3     |
| 5   | Рони Петерсон | 2     |
| 6   | Патрик Тамбей | 1     |

| Поз | Конструктор       | Точки |
| --- | ----------------- | ----- |
| 1   | Лотус-Форд        | 9     |
| 2   | Брабам-Алфа Ромео | 6     |
| 3   | Тирел-Форд        | 4     |
| 4   | Макларън-Форд     | 3     |